# Кандык кавказский
Канды́к кавка́зский (лат. Erythrónium caucásicum) — вид цветковых растений рода Кандык (Erythronium) семейства Лилейные (Liliaceae).

## Ботаническое описание
Многолетнее травянистое луковичное растение высотой 10—20 см. Листья с красными пятнышками. 
Цветки одиночные. Листочки околоцветника 2,5—4 см длиной, белые или желтоватые с красными пятнышками. В отличие от ближайшего родственника, кандыка европейского (Erythronium dens-canis), имеет жёлтые пыльники.
Цветение в марте, редко в феврале.
- Кандык кавказский
- Цветок кандыка кавказского. Окрестности Сочи.

## Распространение и местообитание
Ареал вида включает Западный Кавказ и горы Эльбурс на севере Ирана. Произрастает на поросших кустарником склонах, лугах и каменистых осыпях на высоте от 500 до 2300 м. На Западном Кавказе встречается также в буковых лесах на высотах до 500 м.

## Охрана
Кандык кавказский включён в Красную книгу Грузии, Российской Федерации и её регионов: Республики Адыгея, Краснодарского и Ставропольского краёв.

## Хозяйственное значение и применение
Изредка используется в садоводстве как декоративное растение для каменистых садиков.
Народы Закавказья едят луковицы кандыка высушенными и сваренными. В некоторых местностях татары приготовляют из луковиц напиток, заменяющий пиво.